# In i dimman
In i dimman är en svensk psykologisk thriller med premiär den 14 december 2018, i regi av Anders Hazelius. I huvudrollerna ses Anastasios Soulis, Freddy Åsblom, Celie Sparre och Anton Lundqvist.

## Handling
Den tjugoåttaårige Krill bor ensam i sina föräldrars en gång pampiga sommarvilla på deras egen skärgårdsö. Mystiken tätnar i samband med att han får besök av några av sina vänner från stan.

## Rollista
- Anastasios Soulis – Krill
- Freddy Åsblom – Baggy
- Celie Sparre – Kicki
- Anton Lundqvist – Julle